# Indotipula prolata
Indotipula prolata är en tvåvingeart som först beskrevs av Alexander 1961.  Indotipula prolata ingår i släktet Indotipula och familjen storharkrankar.
Artens utbredningsområde är Pakistan. Inga underarter finns listade i Catalogue of Life.